# Abalos Scopuli
Abalos Scopuli és una formació geològica de tipus scopulus a la superfície de Mart, localitzada amb el sistema de coordenades planetocèntriques a 81.96 ° latitud N i 290.52 ° longitud E, que fa 109.16 km de diàmetre. El nom va ser aprovat per la UAI l'any 2006 i fa referència a una característica d'albedo.